# Фјумефредо Бруцио
Фјумефредо Бруцио је насеље у Италији у округу Козенца, региону Калабрија.
Према процени из 2011. у насељу је живело 521 становника. Насеље се налази на надморској висини од 185 м.

## Становништво
Према резултатима пописа становништва 2011. у општини је живело 3.078 становника.
| 1951. | 1961. | 1971. | 1981. | 1991. | 2001. | 2011. |
| ----- | ----- | ----- | ----- | ----- | ----- | ----- |
| 5.662 | 4.803 | 4.109 | 4.072 | 3.632 | 3.363 | 3.078 |